# كريستيان بي. جاكوبسن
كريستيان بي. جاكوبسن (بالنرويجية البوكمول: Kristian B. Jacobsen)‏ هو موسيقي نرويجي، ولد في 17 يناير 1992.